# Buenos Aires
Buenos Aires (phát âm tiếng Tây Ban Nha: [ˈbwenos ˈaiɾes]) là thủ đô và là thành phố lớn nhất của Argentina. Thành phố tọa lạc bên bờ nam của sông La Plata, duyên hải đông nam của Nam Mỹ, đối diện với Colonia del Sacramento thuộc địa phận Uruguay.
Đậm màu sắc văn hóa châu Âu, Buenos Aires đôi lúc được mệnh danh là "Paris phương Nam" hay "Paris của Nam Mỹ". Đây là một trong những đô hội phồn hoa nhất của Mỹ Latinh nổi tiếng với nhiều công trình kiến trúc đặc sắc, tưng bừng nhịp sống về đêm và sinh hoạt văn hóa năng động. Đây cũng là một trong những thành phố sung túc nhất châu Mỹ Latinh với giới dân cư trung lưu đông đúc và rộng kiến thức.
Sau khi đợt xung đột nội bộ vào thế kỷ 19, đơn vị hành chính Buenos Aires được cải tổ. Nội thành Buenos Aires được tách khỏi tỉnh Buenos Aires năm 1880, đứng riêng trực thuộc chính phủ liên bang. Thời gian trôi qua, Buenos Aires phát triển để rồi gộp dần những thị trấn ven đô như Belgrano và Flores — cả hai nay thuộc Barrios trong thành phố.

## Lịch sử

### Thời thuộc địa
Thủy thủ Juan Díaz de Solís, đến từ Tây Ban Nha, là người châu Âu đầu tiên đến được sông La Plata vào năm 1516. Cuộc thám hiểm của ông đã bị cắt ngang khi ông bị giết trong một cuộc tấn công của bộ tộc Charrúa bản địa ở Uruguay. Thành phố Buenos Aires lần đầu tiên được thành lập tên là Ciudad de Nuestra Señora Santa María del Buen Ayre (theo nghĩa đen là "Thành phố Đức Mẹ Maria của Gió" sau Đức Mẹ Bonaria (Thánh bảo trợ của Sardegna) vào ngày 2 tháng 2 1536 sau một chuyến thám hiểm Tây Ban Nha do Pedro de Mendoza lãnh đạo. Khu định cư được thành lập bởi Mendoza nằm ở quận San Telmo của Buenos Aires, phía nam trung tâm thành phố.
Nhiều cuộc tấn công của người dân bản địa đã buộc những người định cư phải rời đi, và vào năm 1542, địa điểm bị bỏ hoang. Một khu định cư thứ hai (và vĩnh viễn) được thành lập vào ngày 11 tháng 6 năm 1580 bởi Juan de Garay, người đến bằng cách chèo thuyền xuống sông Paraná từ Asunción (nay là thủ đô của Paraguay). Ông đặt tên cho khu định cư là "Santísima Trinidad" và cảng của nó là "Puerto de Santa María de los Buenos Aires."
Từ những ngày đầu tiên, Buenos Aires phụ thuộc chủ yếu vào thương mại. Trong hầu hết thế kỷ 17, các tàu thuyền chở hàng của Tây Ban Nha thường hay bị cướp biển tấn công, vì vậy họ đã phát triển một hệ thống vận chuyển hàng hóa khá phức tạp, nơi các tàu chở hàng có lực lượng quân đội hộ tống đến Trung Mỹ từ cảng biển ở Seville, cảng duy nhất được phép giao thương với các thuộc địa của Tây Ban Nha. Sau đó, những tàu này di chuyển tiếp đến Lima, Peru và từ đó đến các phó vương khác. Do đó, quá trình vận chuyển hàng hóa mất một thời gian rất dài để đến được Buenos Aires, và các loại thuế được tạo ra bởi giao thông vận tải khiến hàng hóa bị cấm. Điều này làm thất vọng các thương nhân của Buenos Aires, và một quá trình hợp tác kinh tế không chính thức đã phát triển mạnh mẽ nhưng được chấp nhận bởi các ngành công nghiệp chính quyền lậu phát triển bên trong các thuộc địa và với người Bồ Đào Nha. Điều này cũng thấm nhuần sự oán giận sâu sắc giữa các cư dân thuộc địa đối với chính quốc Tây Ban Nha.
Cảm nhận được điều này, vua Carlos thứ III của Tây Ban Nha dần dần nới lỏng các hạn chế thương mại và cuối cùng tuyên bố Buenos Aires là một cảng mở vào cuối thế kỷ 18. Việc chiếm đóng Porto Bello ở Panama của các lực lượng Anh cũng thúc đẩy sự cần thiết phải thúc đẩy thương mại thông qua tuyến đường Đại Tây Dương, gây bất lợi cho hoạt động thương mại có trụ sở ở Lima. Một trong những phán quyết của ông là tách một khu vực khỏi phó vương Peru và tạo ra một phó vương mới cho khu vực dọc sông La Plata, với Buenos Aires là thủ đô. Tuy nhiên, hành động xoa dịu của Charles không có hiệu quả mong muốn, và các cư dân thuộc địa, một số người trong số họ thông thạo ý thức hệ của Cách mạng Pháp, thậm chí còn muốn nổi dậy giành quyền độc lập từ đế quốc Tây Ban Nha.

### Chiến tranh giành độc lập

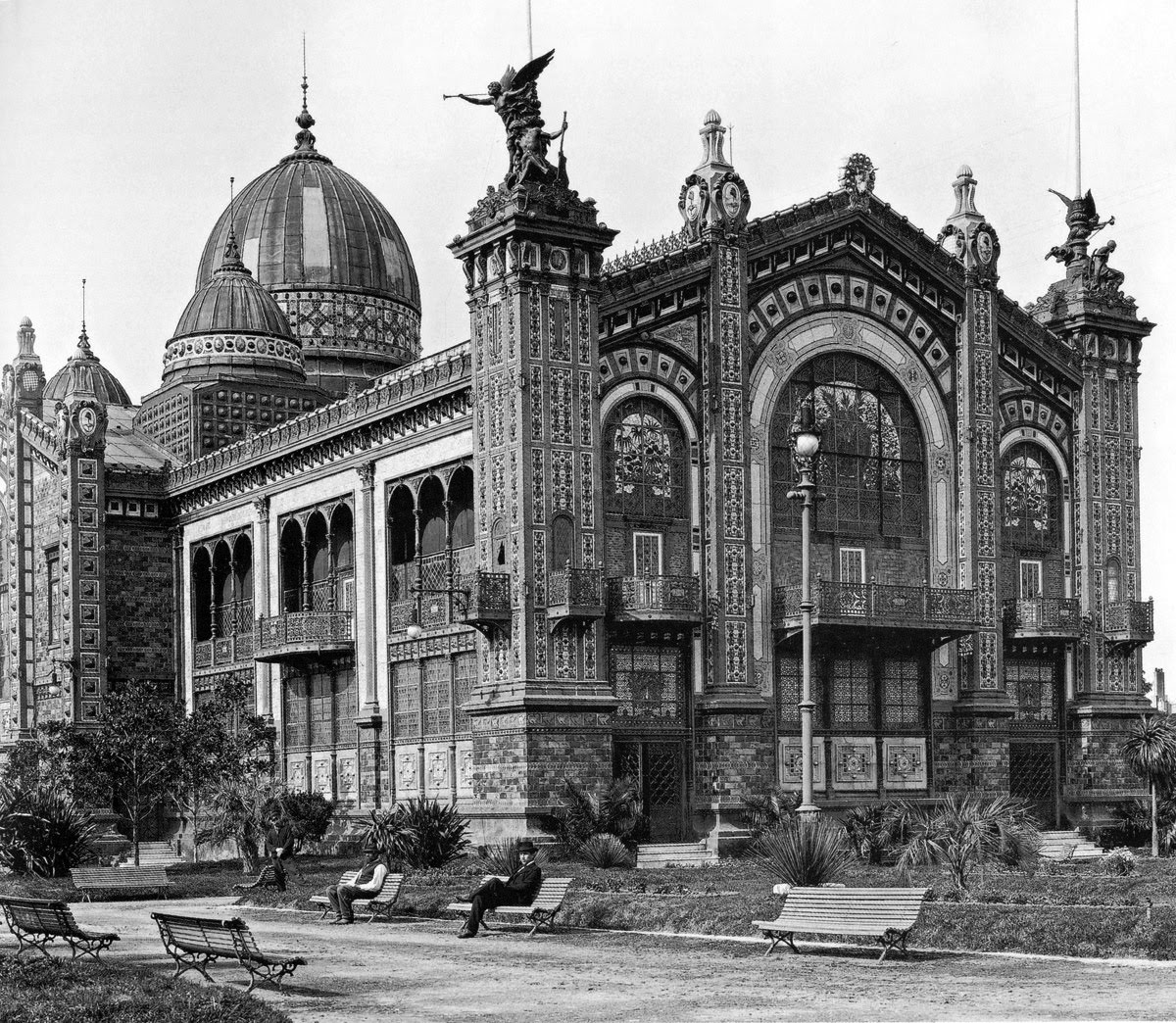
Argentine Pavilion in Plaza San Martín (1889).

Trong cuộc xâm lược của đế quốc Anh vào đồng bằng sông Plata, lực lượng Anh tấn công Buenos Aires hai lần. Năm 1806, người Anh xâm lược thành công Buenos Aires, nhưng một đội quân từ Montevideo do Santiago de Liniers dẫn đầu đã đánh bại họ. Trong thời kỳ ngắn ngủi của chính quyền Anh, vị đại diện Rafael Sobremonte đã trốn thoát đến Córdoba và chỉ định thành phố này là thủ đô. Buenos Aires đã trở thành thủ đô một lần nữa sau khi giải phóng, nhưng Sobremonte không thể tiếp tục nhiệm vụ của mình như là thống đốc thuộc địa. Santiago de Liniers, được chọn làm thống đốc mới, đã chuẩn bị chống lại một cuộc tấn công quân sự mới của Anh và đẩy lùi cuộc xâm lược năm 1807. Chiến dịch quân sự hóa trong xã hội đã thay đổi cân bằng quyền lực có lợi cho criollos (trái ngược với peninsular), cũng như sự phát triển của cuộc chiến tranh Bán đảo ở Tây Ban Nha.
Một nỗ lực của thương gia penisular Martín de Álzaga để loại bỏ Liniers và thay thế ông bằng một Junta đã bị quân đội criollo đánh bại. Tuy nhiên, đến năm 1810, chính những quân đội đó đã hỗ trợ một nỗ lực mang tính cách mạng mới, đã loại bỏ thành công thống đốc mới Baltasar Hidalgo de Cisneros. Sự kiện này được gọi là Cách mạng Tháng Năm, hiện được công nhận như một ngày quốc khánh của Argentina. Sự kiện này bắt đầu cuộc chiến tranh giành độc lập Argentina, và nhiều đội quân đã rời Buenos Aires để chiến đấu với các thành trì đa dạng của thực dân Tây Ban Nha, với mức độ thành công khác nhau. Chính phủ đã được thành lập đầu tiên bởi hai Junta của nhiều thành viên, sau đó bởi hai tam đầu chế, và cuối cùng là một văn phòng độc lập, Giám đốc tối cao. Tuyên ngôn độc lập Argentina từ đế quốc Tây Ban Nha được tuyên bố vào năm 1816, tại Đại hội Tucumán. Buenos Aires đã trải qua toàn bộ cuộc chiến tranh giành độc lập châu Mỹ Tây Ban Nha mà không rơi vào tay sự cai trị của hoàng gia Tây Ban Nha thêm một lần nữa.
Trong lịch sử, Buenos Aires là địa điểm chính của tự do, giao thương tự do và tư tưởng hướng ngoại của Argentina, trong khi nhiều tỉnh, đặc biệt là các tỉnh phía tây bắc, ủng hộ một cách tiếp cận mang tính chủ nghĩa dân tộc và Công giáo hơn cho các vấn đề chính trị và xã hội. Phần lớn căng thẳng nội bộ trong lịch sử của Argentina, bắt đầu với các cuộc xung đột giữa chính quyền trung ương và tỉnh của thế kỷ XIX, có thể bắt nguồn từ những quan điểm trái ngược này. Trong những tháng sau cuộc cách mạng ngày 25 tháng 5, Buenos Aires đã gửi một số phái viên quân đội đến các tỉnh với ý định mong những người ở nơi này có thể tán thành chính sách của chính phủ. Nhiều người được nhận lệnh từ các nhiệm vụ này đã kết thúc trong các vụ đụng độ bạo lực khi các doanh nghiệp đã thúc đẩy căng thẳng giữa thủ đô và các tỉnh.
Vào thế kỷ 19, thành phố đã bị phong tỏa hai lần bởi lực lượng hải quân nước ngoài: bởi người Pháp từ năm 1838 đến năm 1840, và sau đó là cuộc thám hiểm Anh-Pháp từ năm 1845 đến năm 1848. Cả hai cuộc phong tỏa đều thất bại trong việc đưa chính phủ Argentina vào bàn đàm phán và quyền lực của các thế lực ngoại bang cuối cùng đã từ bỏ nhu cầu của họ.

### Thế kỉ XIX và thế kỉ XX

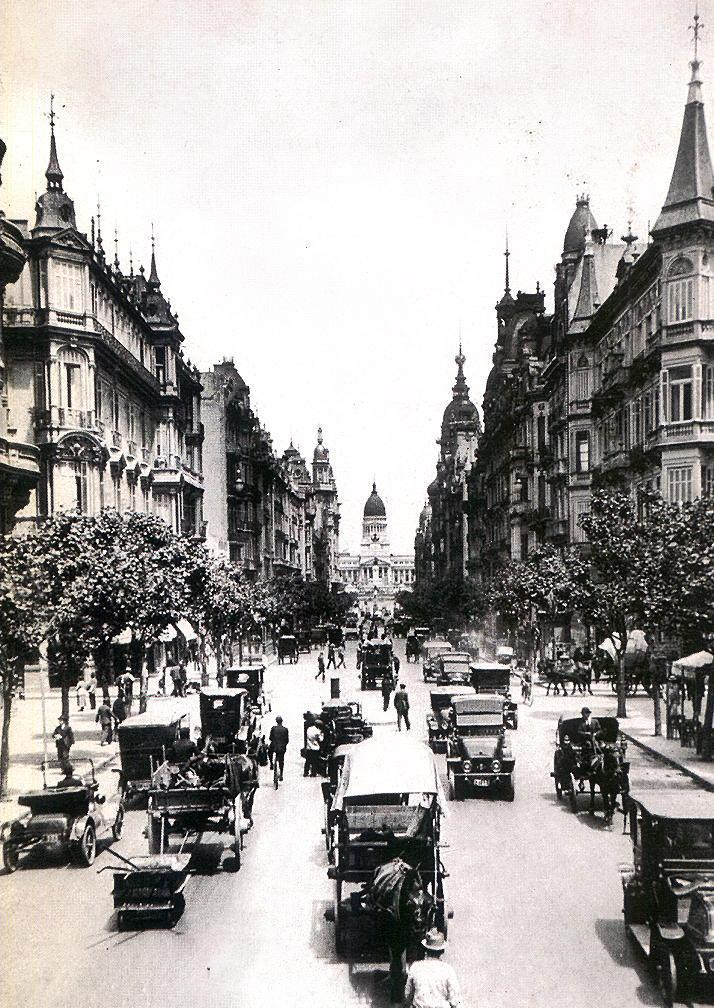
Một góc Buenos Aires năm 1915

Trong hầu hết thế kỷ 19, tình trạng chính trị của thành phố vẫn là một chủ đề nhạy cảm. Nơi đây đã là thủ đô của tỉnh Buenos Aires, và giữa năm 1853 và 1860 nó là thủ phủ của bang Buenos Aires. Vấn đề đã được tranh cãi nhiều lần, cho đến khi cuối cùng được giải quyết vào năm 1880 khi thành phố được liên bang hóa và trở thành thủ phủ của chính phủ, với thị trưởng được bổ nhiệm bởi tổng thống. Casa Rosada (Dinh Nhà Hồng) trở thành văn phòng làm việc của tổng thống.
Tình trạng y tế ở những vùng nghèo của thành phố là khá tiêu cực, với tỷ lệ người bị lao phổi cao. Các bác sĩ và chính trị gia y tế công cộng thường đổ lỗi cho cả người nghèo và nhà chung cư của họ (conventillos) vì sự lây lan của căn bệnh đáng sợ. Mọi người bỏ qua các chiến dịch y tế công cộng để hạn chế sự lây lan của các bệnh truyền nhiễm, chẳng hạn như cấm khạc nhổ trên đường phố, các hướng dẫn nghiêm ngặt để chăm sóc cho trẻ sơ sinh và trẻ nhỏ, và cách ly phân tách các gia đình khỏi những người thân bị bệnh.
Ngoài sự giàu có được tạo ra bởi chính phủ Buenos Aires và các pampas màu mỡ xung quanh, phát triển đường sắt trong nửa sau của thế kỷ 19 đã làm tăng sức mạnh kinh tế của Buenos Aires khi nguyên liệu thô được cung cấp trong các nhà máy của thành phố. Đây trở thành một điểm đến hàng đầu cho những người nhập cư từ châu Âu, đặc biệt là Ý và Tây Ban Nha, từ 1880 đến 1930 Buenos Aires đã trở thành một thành phố đa văn hóa xếp hạng chính nó với các thủ đô lớn của châu Âu. Nhà hát Colón trở thành một trong những địa điểm opera hàng đầu thế giới, và thành phố này đã trở thành thủ phủ của đài phát thanh, truyền hình, điện ảnh và nhà hát. Các con đường chính của thành phố được xây dựng trong những năm đó, và bình minh của thế kỷ 20 đã chứng kiến việc xây dựng các tòa nhà cao nhất ở Nam Mỹ và hệ thống tàu điện ngầm đầu tiên của nó. Một sự bùng nổ xây dựng thứ hai, từ năm 1945 đến năm 1980, định hình lại trung tâm thành phố và phần lớn thành phố.

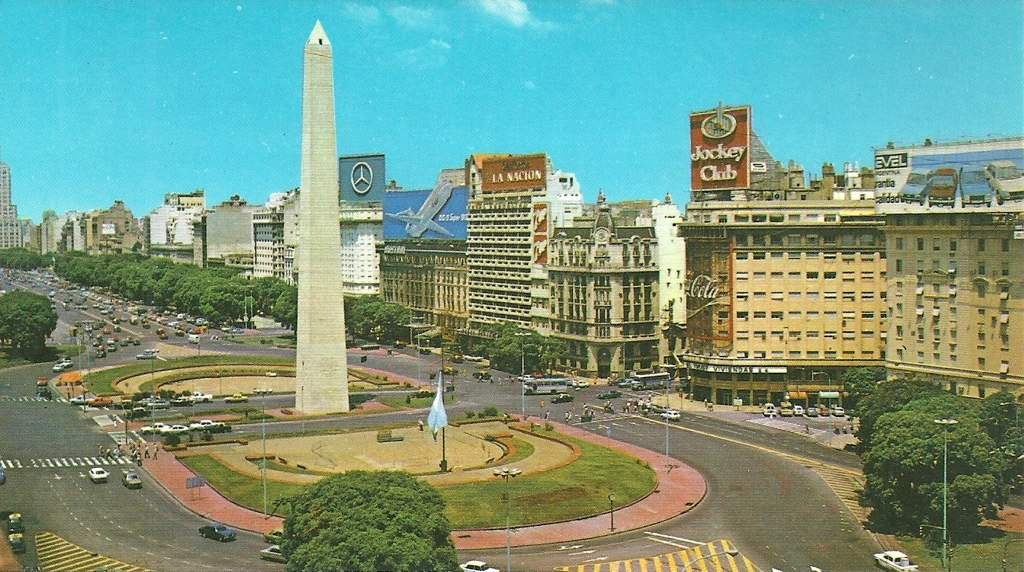
Một góc thành phố, 1986.

Buenos Aires cũng thu hút người nhập cư từ các tỉnh khác ở Argentina và cả các nước láng giềng. Thị trấn Shanty bắt đầu phát triển xung quanh khu vực công nghiệp của thành phố trong những năm 1930, dẫn đến các vấn đề xã hội phổ biến và cả sự tương phản xã hội với cộng đồng dân số Buenos Aires nhập cư lớn. Những người lao động này đã trở thành căn cứ chính trị của chủ nghĩa Peron, xuất hiện ở Buenos Aires trong cuộc biểu tình chủ chốt ngày 17 tháng 10 năm 1945, tại quảng trường Plaza de Mayo. Công nhân của vành đai công nghiệp vùng đô thị Buenos Aires là lực lượng ủng hộ chính của chủ nghĩa Peron từ đó, và Plaza de Mayo trở thành địa điểm cho các cuộc biểu tình và nhiều sự kiện chính trị của đất nước. Tuy nhiên, vào ngày 16 tháng 6 năm 1955, một phe tách rời của Hải quân đã ném bom khu vực Plaza de Mayo, giết chết 364 thường dân. Đây là lần duy nhất thành phố bị tấn công từ trên không, và sự kiện tiếp theo là cuộc nổi dậy quân sự lật đổ Tổng thống Juan Perón chỉ ba tháng sau đó.
Trong những năm 1970, thành phố phải hứng chịu sự giao tranh giữa các phong trào cách mạng cánh tả (Montoneros, E.R.P. và F.A.R.) và nhóm bán quân sự cánh hữu Triple A, được Isabel Perón hỗ trợ, người trở thành tổng thống Argentina năm 1974 sau cái chết của Juan Perón.
Cuộc đảo chính tháng 3 năm 1976, do Tổng thống Jorge Rafael Videla đứng đầu, chỉ leo thang cuộc xung đột này; "Chiến tranh bẩn thỉu" dẫn đến 30.000 người bị bắt cóc và giết chết bởi quân đội trong những năm junta. Các cuộc tuần hành im lặng của các bà mẹ của nạn nhân là một hình ảnh nổi tiếng về sự đau khổ của người Argentina trong thời gian đó. Thị trưởng được chỉ định của chế độ độc tài, Osvaldo Cacciatore, cũng đã lên kế hoạch cho một mạng lưới đường cao tốc nhằm giảm bớt tắc nghẽn giao thông cấp tính của thành phố. Tuy nhiên, kế hoạch kêu gọi san bằng các khu dân cư dường như bừa bãi và mặc dù chỉ có ba trong số tám khu dân cư được lên kế hoạch vào thời điểm đó, nhưng chúng hầu hết là những đường cao tốc được nâng cao gây khó chịu tiếp tục tàn phá một số khu dân cư thoải mái trước đây cho đến ngày nay.
Thành phố được Đức Giáo hoàng Gioan Phaolô II viếng thăm hai lần, lần đầu tiên vào năm 1982 và một lần nữa vào năm 1987; vào những dịp này tập hợp một số đám đông lớn nhất trong lịch sử của thành phố. Sự trở lại của nền dân chủ năm 1983 trùng hợp với một sự hồi sinh văn hóa, và những năm 1990 đã chứng kiến một sự hồi sinh kinh tế, đặc biệt trong lĩnh vực xây dựng và tài chính.
Vào ngày 17 tháng 3 năm 1992, một quả bom phát nổ tại Đại sứ quán Israel, giết chết 29 người và làm bị thương 242 người. Một vụ nổ khác, ngày 18 tháng 7 năm 1994, phá hủy một tòa nhà của một số tổ chức Do Thái, giết chết 85 người và làm bị thương nhiều hơn, những sự cố này đánh dấu sự khởi đầu của chủ nghĩa khủng bố Trung Đông đến Nam Mỹ. Sau một thỏa thuận năm 1993, Hiến pháp Argentina đã được sửa đổi để trao quyền tự trị cho Buenos Aires và hủy bỏ, trong số những điều khác, quyền của tổng thống bổ nhiệm thị trưởng thành phố (như trường hợp đã xảy ra từ năm 1880). Vào ngày 30 tháng 6 năm 1996, cử tri ở Buenos Aires đã chọn thị trưởng được bầu đầu tiên của họ (Jefe de Gobierno).

## Địa lý
Buenos Aires giáp với phía đông và đông bắc là sông La Plata, phía nam và đông nam tiếp giáp với Riachuelo và phía tây bắc, tây và tây nam giáp với Avenida General Paz.
Thành phố Buenos Aires nằm trong vùng pampa, trừ một vài khu vực như khu bảo tồn sinh thái Buenos Aires, "thành phố thể thao" Boca Juniors, sân bay Jorge Newbery, Puerto Madero và cảng chính; tất cả các khu này đều được xây dựng trên các đất san lấp lấn biển dọc theo bờ biển Río de la Plata (sông rộng nhất thế giới).
Khu vực này trước đây có nhiều dòng suối và đầm phá khác nhau chảy qua, một số trong số đó được làm đầy lại và một số khác được tạo thành đường ống. Trong số các con suối quan trọng nhất là Maldonado, Vega, Medrano, Cildañez và White. Năm 1908, khi lũ lụt tàn phá cơ sở hạ tầng của thành phố, nhiều con suối đã được khơi thông và nắn lại; hơn nữa, bắt đầu từ năm 1919, hầu hết các suối đều được bao bọc. Đáng chú ý nhất là suối Maldonado được tạo thành đường ống vào năm 1954; nó hiện đang chạy bên dưới Đại lộ Juan B. Justo.

### Khí hậu
Buenos Aires có khí hậu cận nhiệt đới ẩm với bốn mùa rõ rệt. Do ảnh hưởng của hải lưu từ biển Đại Tây Dương liền kề, khí hậu khá ôn hòa và hiếm khi xảy ra nhiệt độ khắc nghiệt. Vì thành phố nằm trong một khu vực có gió Pampero và Sudestada đi qua, thời tiết thay đổi do những khối không khí tương phản. Đặc trưng là khí hậu nóng, ẩm trong mùa hè và lạnh vào mùa đông, (theo Köppen Cfa). Nhiệt độ trung bình hàng năm là 17,7 °C (63,9 °F). Tháng 1 là tháng ấm nhất với nhiệt độ trung bình hàng ngày là 25,1 °C (77,2 °F). Hầu hết các ngày có nhiệt độ dao động 28 đến 31 °C (82 đến 88 °F) ban đêm khoảng 16 đến 21 °C (61 đến 70 °F). Độ ẩm tương đối khoảng (64–70%) trong mùa hè, vì thế chỉ số nhiệt cao hơn nhiệt độ thực của không khí. Nhiệt độ cao nhất từng được nghi nhận là 43,3 °C (110 °F) vào 29 tháng 1 năm 1957. Mùa xuân (tháng 9 đến tháng 11) và mùa thu (tháng 3 đến tháng 5) thường là mát với nhiệt độ trung bình khoảng 17 °C (63 °F) và thường có sấm, đặc biệt trong suốt mùa xuân.
Mùa đông khá mát mẻ với nhiệt độ ban ngày ôn hòa và lạnh hơn vào ban đêm. Các khu vực ngoại ô thường có sương giá từ tháng 5 đến tháng 9, ngược lại với khu trung tâm thường chỉ có các hiện tượng này vài lần trong mùa. Độ ẩm tương đối trung bình trên 70s%. Tháng 7 là tháng lạnh nhất với nhiệt độ trung bình 10,9 °C (51,6 °F). Khí lạnh thổi từ Nam Cực xuất hiện hầu như mỗi năm, và kết hợp với độ ẩm cao trong mùa đông nên trong mùa đông có cảm giác lạnh hơn nhiệt độ đo được. Nhiệt độ cao nhất trong ngày vào mùa đông từ 12 đến 17 °C (54 đến 63 °F) và giảm xuống 3 đến 8 °C (37 đến 46 °F) vào ban đêm. Mùa xuân và mùa thu được đặc trưng bởi điều kiện thời tiết thay đổi. Các luồng gió phía nam có thể làm cho nhiệt độ dưới 10 °C (50 °F) trong một vài ngày, trong khi các luồng gió phía bắc có thể làm cho nhiệt độ tăng trên 20 °C (68 °F) trong vài ngày; sự dao động này diễn ra thường xuyên. Nhiệt độ thấp nhất từng được ghi nhận ở trung tâm Buenos Aires là −5,4 °C (22 °F) vào 9 tháng 7 năm 1918. Tuyết rất hiếm khi xảy ra trong thành phố. Lần tuyết rơi cuối cùng là vào ngày 9 tháng 7 năm 2007 trong mùa đông lạnh nhất ở Argentina trong gần 30 năm, tuyết rơi và bão tuyết nghiêm trọng đã tấn công đất nước. Đây là hiện tượng tuyết rơi lần đầu tiên trong thành phố sau 89 năm.
Thành phố nhận được 1.236,3 mm (49 in) lượng mưa mỗi năm. Do địa mạo cùng với mạng lưới thoát nước không đầy đủ nên thành phố dễ bị ngập lụt trong thời kỳ mưa lớn
| Dữ liệu khí hậu của Buenos Aires (1981–2010)      | Dữ liệu khí hậu của Buenos Aires (1981–2010) | Dữ liệu khí hậu của Buenos Aires (1981–2010) | Dữ liệu khí hậu của Buenos Aires (1981–2010) | Dữ liệu khí hậu của Buenos Aires (1981–2010) | Dữ liệu khí hậu của Buenos Aires (1981–2010) | Dữ liệu khí hậu của Buenos Aires (1981–2010) | Dữ liệu khí hậu của Buenos Aires (1981–2010) | Dữ liệu khí hậu của Buenos Aires (1981–2010) | Dữ liệu khí hậu của Buenos Aires (1981–2010) | Dữ liệu khí hậu của Buenos Aires (1981–2010) | Dữ liệu khí hậu của Buenos Aires (1981–2010) | Dữ liệu khí hậu của Buenos Aires (1981–2010) | Dữ liệu khí hậu của Buenos Aires (1981–2010) |
| Tháng                                             | 1                                            | 2                                            | 3                                            | 4                                            | 5                                            | 6                                            | 7                                            | 8                                            | 9                                            | 10                                           | 11                                           | 12                                           | Năm                                          |
| ------------------------------------------------- | -------------------------------------------- | -------------------------------------------- | -------------------------------------------- | -------------------------------------------- | -------------------------------------------- | -------------------------------------------- | -------------------------------------------- | -------------------------------------------- | -------------------------------------------- | -------------------------------------------- | -------------------------------------------- | -------------------------------------------- | -------------------------------------------- |
| Cao kỉ lục °C (°F)                                | 43.3 (109.9)                                 | 38.7 (101.7)                                 | 37.9 (100.2)                                 | 36.0 (96.8)                                  | 31.6 (88.9)                                  | 28.5 (83.3)                                  | 30.2 (86.4)                                  | 34.4 (93.9)                                  | 35.3 (95.5)                                  | 35.6 (96.1)                                  | 36.8 (98.2)                                  | 40.5 (104.9)                                 | 43.3 (109.9)                                 |
| Trung bình ngày tối đa °C (°F)                    | 30.1 (86.2)                                  | 28.6 (83.5)                                  | 26.8 (80.2)                                  | 22.9 (73.2)                                  | 19.3 (66.7)                                  | 16.0 (60.8)                                  | 15.4 (59.7)                                  | 17.7 (63.9)                                  | 19.3 (66.7)                                  | 22.6 (72.7)                                  | 25.6 (78.1)                                  | 28.5 (83.3)                                  | 22.7 (72.9)                                  |
| Trung bình ngày °C (°F)                           | 24.9 (76.8)                                  | 23.6 (74.5)                                  | 21.9 (71.4)                                  | 17.9 (64.2)                                  | 14.5 (58.1)                                  | 11.7 (53.1)                                  | 11.0 (51.8)                                  | 12.8 (55.0)                                  | 14.6 (58.3)                                  | 17.8 (64.0)                                  | 20.7 (69.3)                                  | 23.3 (73.9)                                  | 17.9 (64.2)                                  |
| Tối thiểu trung bình ngày °C (°F)                 | 20.1 (68.2)                                  | 19.3 (66.7)                                  | 17.7 (63.9)                                  | 13.8 (56.8)                                  | 10.7 (51.3)                                  | 8.0 (46.4)                                   | 7.4 (45.3)                                   | 8.8 (47.8)                                   | 10.3 (50.5)                                  | 13.3 (55.9)                                  | 15.9 (60.6)                                  | 18.4 (65.1)                                  | 13.6 (56.5)                                  |
| Thấp kỉ lục °C (°F)                               | 5.9 (42.6)                                   | 4.2 (39.6)                                   | 2.8 (37.0)                                   | −2.3 (27.9)                                  | −4 (25)                                      | −5.3 (22.5)                                  | −5.4 (22.3)                                  | −4 (25)                                      | −2.4 (27.7)                                  | −2 (28)                                      | 1.6 (34.9)                                   | 3.7 (38.7)                                   | −5.4 (22.3)                                  |
| Lượng Giáng thủy trung bình mm (inches)           | 138.8 (5.46)                                 | 127.1 (5.00)                                 | 140.1 (5.52)                                 | 119.0 (4.69)                                 | 92.3 (3.63)                                  | 58.8 (2.31)                                  | 60.6 (2.39)                                  | 64.2 (2.53)                                  | 72.0 (2.83)                                  | 127.2 (5.01)                                 | 117.3 (4.62)                                 | 118.9 (4.68)                                 | 1.236,3 (48.67)                              |
| Số ngày giáng thủy trung bình (≥ 0.1 mm)          | 9.0                                          | 8.0                                          | 8.8                                          | 9.1                                          | 7.1                                          | 7.1                                          | 7.2                                          | 6.8                                          | 7.4                                          | 10.2                                         | 9.8                                          | 9.2                                          | 99.7                                         |
| Độ ẩm tương đối trung bình (%)                    | 64.7                                         | 69.7                                         | 72.6                                         | 76.3                                         | 77.5                                         | 78.7                                         | 77.4                                         | 73.2                                         | 70.1                                         | 69.1                                         | 66.7                                         | 63.6                                         | 71.6                                         |
| Số giờ nắng trung bình tháng                      | 279.0                                        | 240.8                                        | 229.0                                        | 220.0                                        | 173.6                                        | 132.0                                        | 142.6                                        | 173.6                                        | 189.0                                        | 227.0                                        | 252.0                                        | 266.6                                        | 2.525,2                                      |
| Nguồn 1: Servicio Meteorológico Nacional          |                                              |                                              |                                              |                                              |                                              |                                              |                                              |                                              |                                              |                                              |                                              |                                              |                                              |
| Nguồn 2: Deutscher Wetterdienst (nắng, 1961–1990) |                                              |                                              |                                              |                                              |                                              |                                              |                                              |                                              |                                              |                                              |                                              |                                              |                                              |

## Nhân khẩu

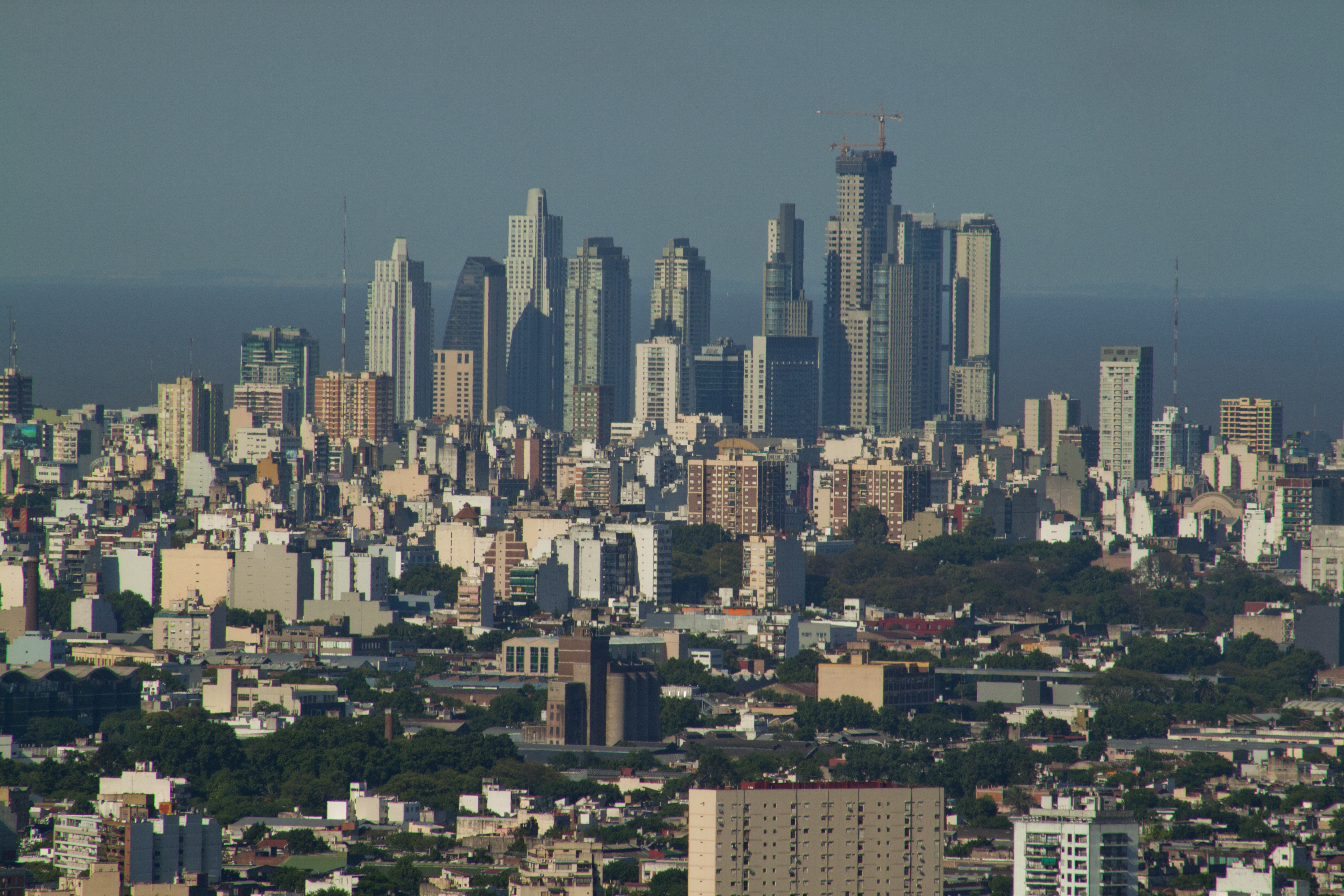
Quang cảnh thành phố.

### Thống kê dân số
Trong cuộc điều tra dân số năm 2010, có 2.891.082 người cư trú trong thành phố. Dân số của cả vùng đô thị Buenos Aires là 13.147.638 theo dữ liệu điều tra dân số năm 2010. Mật độ dân số ở Buenos Aires là 13.680 người / km2 (34.800 / mi2), nhưng chỉ khoảng 2.400 người / km2 (6.100 USD / mi 2) là ở ngoại ô.
Dân số của Buenos Aires đã lơ lửng khoảng 3 triệu kể từ năm 1947, do tỷ lệ sinh thấp và di cư chậm đến các vùng ngoại ô. Tuy nhiên, các quận lân cận đã mở rộng hơn năm lần (khoảng 10 triệu) kể từ đó.
Cuộc điều tra dân số năm 2001 cho thấy dân số tương đối già: với 17% dưới 15 tuổi và 22% trên 60, người dân Buenos Aires có cấu trúc tuổi tương tự như ở hầu hết các thành phố châu Âu. Họ lớn tuổi hơn cả người Argentina (trong đó 28% dưới 15 tuổi và 14% trên 60 tuổi). Hai phần ba cư dân của thành phố sống trong các tòa nhà chung cư và 30% ở nhà một gia đình; 4% sống trong nhà ở tiêu chuẩn. [68] Được đo lường về thu nhập, tỷ lệ nghèo của thành phố là 8,4% trong năm 2007 và, bao gồm cả khu vực đô thị, 20,6%. Các nghiên cứu khác ước tính rằng 4 triệu người trong khu vực đô thị Buenos Aires sống trong nghèo đói.
Lực lượng lao động cư trú của thành phố 1,2 triệu người năm 2001 chủ yếu được sử dụng trong lĩnh vực dịch vụ, đặc biệt là dịch vụ xã hội (25%), thương mại và du lịch (20%) và dịch vụ tài chính và doanh nghiệp (17%); mặc dù vai trò của thành phố là thủ đô của Argentina, chính quyền công chỉ sử dụng 6%. Sản xuất vẫn làm việc 10%.

### Dân tộc
Phần lớn dân ở thành phố có nguồn gốc châu Âu, chủ yếu là từ các vùng Calabria, Ligurian, Piedmont, Lombardy, Sicily và Campania của Ý và từ các vùng Andalusia, Galicia, Asturian và Basque của Tây Ban Nha. Làn sóng không hạn chế của những người nhập cư châu Âu đến Argentina bắt đầu vào giữa thế kỷ 19 đã làm tăng đáng kể dân số của đất nước, thậm chí khiến số lượng porteños tăng gấp ba lần từ 1887 đến 1915 từ 500.000 lên 1,5 triệu.
Nguồn gốc châu Âu quan trọng khác bao gồm Đức, Ailen, Na Uy, Ba Lan, Pháp, Bồ Đào Nha, Thụy Điển, Hy Lạp, Séc, Croatia, Hà Lan, Nga, Montenegro, Anh, Hungary và Bungari. Vào những năm 1980 và 1990, có một làn sóng nhập cư nhỏ từ Romania và Ukraine. Có một số ít các công dân criollo, có niên đại từ thời thuộc địa Tây Ban Nha. Dân số Criollo và thổ dân Tây Ban Nha (mestizo) trong thành phố tăng chủ yếu do nhập cư từ các tỉnh nội địa và từ các nước khác như Bolivia, Paraguay, Chile và Peru, kể từ nửa sau của thế kỷ 20.
Cộng đồng người Do Thái ở vùng đô thị Buenos Aires có khoảng 250.000 người, lớn nhất ở châu Mỹ Latin. Phần lớn là xứ Ashkenazi miền Bắc, miền Tây, miền Trung và Đông Âu, chủ yếu là người Do Thái Thụy Điển, Hà Lan, Ba Lan, Đức và Nga, với một thiểu số người Do Thái đáng kể, chủ yếu là người Do Thái Syria và người Do Thái Lebanon. Các cộng đồng Lebanon, Gruzia, Syria và Armenia quan trọng đã có một sự hiện diện đáng kể trong thương mại và đời sống dân sự từ đầu thế kỷ 20.

### Tôn giáo
Theo khảo sát CONICET năm 2008 về tín ngưỡng, Kitô giáo là tôn giáo phổ biến nhất ở Buenos Aires (79,6%), và hầu hết cư dân là Công giáo La mã (70%), mặc dù nhiều nghiên cứu gần đây cho thấy chỉ còn 20 % người.

## Kinh tế
Buenos Aires là trung tâm tài chính, công nghiệp và thương mại của Argentina. Nền kinh tế trong thành phố phát triển độc lập, được đo bằng Tổng sản phẩm địa lý (được điều chỉnh để mua điện), tổng cộng 84,7 tỷ USD (34,200 USD / người) trong năm 2011 và chiếm gần một phần tư tổng số của Argentina. Metro Buenos Aires, theo một nghiên cứu nổi tiếng, tạo thành nền kinh tế lớn thứ 13 trong số các thành phố trên thế giới. Chỉ số phát triển con người Buenos Aires (0.923 vào năm 1998) cũng tương tự như vậy theo tiêu chuẩn quốc tế.

### Cảng
Cảng Buenos Aires là một trong những cảng đông đúc nhất ở Nam Mỹ; sông có thể điều hướng bằng cách Rio de la Plata kết nối cảng đến vùng đông bắc Argentina cũng như các nước gần đó như Brazil, Uruguay và Paraguay. Kết quả là, nó phục vụ như là trung tâm phân phối cho một khu vực rộng lớn của khu vực đông nam của lục địa này. Cảng Buenos Aires xử lý hơn 11 triệu tấn doanh thu hàng năm, và Dock Sud, ngay phía nam thành phố, xử lý thêm 17 triệu tấn. Việc thu thuế liên quan đến cảng đã gây ra nhiều vấn đề chính trị trong quá khứ, bao gồm một cuộc xung đột trong năm 2008 đã dẫn đến các cuộc biểu tình và đình công trong lĩnh vực nông nghiệp sau khi chính phủ tăng thuế xuất khẩu.

### Dịch vụ
Khu vực dịch vụ của thành phố được đa dạng hóa và phát triển tốt theo tiêu chuẩn quốc tế và chiếm 76% nền kinh tế của nó (so với 59% của cả nước Argentina). Quảng cáo, đặc biệt, đóng một vai trò nổi bật trong việc xuất khẩu các dịch vụ trong và ngoài nước. Tuy nhiên, khu vực dịch vụ tài chính và bất động sản là lớn nhất, và đóng góp tới 31% nền kinh tế của thành phố. Tài chính (khoảng 1/3) ở Buenos Aires đặc biệt quan trọng đối với hệ thống ngân hàng của Argentina, chiếm gần một nửa số tiền gửi và cho vay của ngân hàng quốc gia. Gần 300 khách sạn và 300 nhà trọ và giường ngủ & bữa sáng khác được cấp giấy phép du lịch, và gần một nửa số phòng có sẵn ở các cơ sở bốn sao trở lên.

### Sản xuất
Sản xuất, tuy nhiên, vẫn còn nổi bật trong nền kinh tế của thành phố (16%) và, tập trung chủ yếu ở phần phía nam của thành phố. Nó hưởng lợi nhiều từ sức mua cao của địa phương và nguồn cung lao động có tay nghề cao tại địa phương vì nó có mối quan hệ với nông nghiệp và công nghiệp lớn ngay bên ngoài thành phố. Hoạt động xây dựng ở Buenos Aires trong lịch sử là một trong những chỉ số chính xác nhất về tài sản kinh tế quốc gia (xem bảng bên phải), và từ năm 2006 khoảng 3 triệu mét vuông (32 triệu feet vuông) xây dựng đã được ủy quyền hàng năm. Thịt, sữa, ngũ cốc, thuốc lá, len và các sản phẩm da được chế biến hoặc sản xuất tại khu vực tàu điện ngầm Buenos Aires. Các ngành công nghiệp hàng đầu khác là sản xuất ô tô, lọc dầu, gia công kim loại, chế tạo máy và sản xuất hàng dệt, hóa chất, quần áo và đồ uống.

### Tài chính
Ngân sách của thành phố, theo đề xuất của Thị trưởng Macri năm 2011, bao gồm 6 tỷ đô la doanh thu và 6,3 tỷ đô la chi tiêu. Thành phố dựa vào thu nhập địa phương và thuế thu nhập doanh nghiệp cho 61% doanh thu của nó, trong khi chia sẻ doanh thu liên bang đóng góp 11%, thuế tài sản, 9% và thuế xe, 6%. Các khoản thu khác bao gồm phí sử dụng, tiền phạt và thuế đánh bạc. Thành phố dành 26% ngân sách cho giáo dục, 22% cho y tế, 17% cho dịch vụ công cộng và cơ sở hạ tầng, 16% cho phúc lợi xã hội và văn hóa, 12% chi phí hành chính và 4% cho thực thi pháp luật. Buenos Aires duy trì mức nợ thấp và dịch vụ của nó đòi hỏi ít hơn 3% ngân sách.

## Cảnh quan thành phố

### Kiến trúc

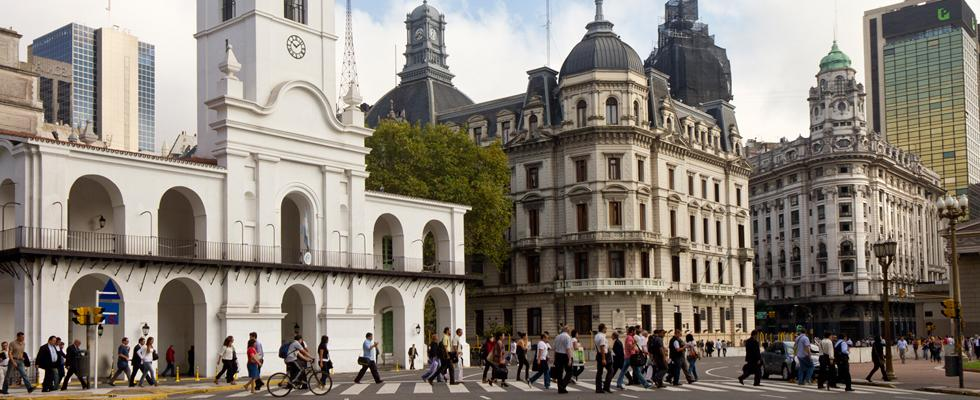
Những địa danh kiến trúc châu Âu ở Buenos Aires.

Kiến trúc Buenos Aires được đặc trưng bởi bản chất chiết trung của nó, với các yếu tố tương tự như Paris và Madrid. Có một sự pha trộn, do nhập cư, thuộc địa, Art Deco, Art Nouveau, Neo-Gothic và phong cách Bourbon Pháp. Ảnh hưởng của Ý và Pháp tăng lên sau khi tuyên bố độc lập vào đầu thế kỷ 19, mặc dù phong cách học thuật vẫn tồn tại cho đến những thập niên đầu của thế kỷ 20.
Nỗ lực cải tạo diễn ra trong nửa sau của thế kỷ 19 và đầu thế kỷ 20, khi ảnh hưởng của châu Âu xâm nhập vào đất nước, được phản ánh bởi một số tòa nhà của Buenos Aires như Iglesia Santa Felicitas của Ernesto Bunge; Cung điện Tư pháp, Quốc hội, tất cả chúng bởi Vittorio Meano, và Teatro Colón, bởi Francesco Tamburini và Vittorio Meano.
Sự đơn giản của phong cách baroque Rioplatense có thể được nhìn thấy rõ ràng ở Buenos Aires thông qua các tác phẩm của các kiến trúc sư người Ý như André Blanqui và Antonio Masella, trong các nhà thờ San Ignacio, Nuestra Señora del Pilar, Nhà thờ và Cabildo.
Năm 1912, thánh đường Basilica del Santisimo Sacramento được mở cửa cho công chúng. Được xây dựng hoàn toàn bởi sự đóng góp hào phóng của bà Mercedes Castellanos de Anchorena, gia đình nổi bật nhất của Argentina, nhà thờ là một ví dụ tuyệt vời về chủ nghĩa tân cổ điển của Pháp. Với đồ trang trí cực kỳ cao cấp trong nội thất của nó, các cơ quan thu Mutin-Cavaillé tuyệt vời (lớn nhất từng được cài đặt trong một nhà thờ Argentina với hơn bốn nghìn ống và bốn hướng dẫn sử dụng) chủ trì nave. Bàn thờ đầy đá cẩm thạch, và là chiếc bàn lớn nhất từng được chế tạo ở Nam Mỹ vào thời điểm đó.
Năm 1919 việc xây dựng Palacio Barolo bắt đầu. Đây là tòa nhà cao nhất Nam Mỹ vào thời điểm đó, và là tòa nhà chọc trời Argentina đầu tiên được xây dựng bằng bê tông (1919–1923). Tòa nhà được trang bị 9 thang máy, cộng với sảnh đợi cao 20 m với các bức tranh trên trần nhà và các cụm từ Latin nổi trong các chữ cái bằng đồng vàng. Một ngọn hải đăng 300.000 candela được lắp đặt ở đầu (110 m), làm cho tòa nhà có thể nhìn thấy ngay cả từ Uruguay. Vào năm 2009, Cung điện Barolo đã được phục hồi, và ngọn hải đăng đã được đưa vào hoạt động trở lại.
Năm 1936, tòa nhà Kavanagh được khánh thành, với chiều cao 120 mét (390 feet), 12 thang máy (do Otis cung cấp) và hệ thống điều hòa trung tâm đầu tiên trên thế giới (được cung cấp bởi công ty "Carrier") ở Bắc Mỹ, vẫn là một mốc kiến trúc ở Buenos Aires.
Kiến trúc của nửa sau của thế kỷ 20 tiếp tục tái tạo các mô hình tân cổ điển của Pháp, chẳng hạn như trụ sở của Banco de la Nación Argentina được xây dựng bởi Alejandro Bustillo, và Museo Hispanoamericano de Buenos Aires của Martín Noel. Tuy nhiên, kể từ những năm 1930 ảnh hưởng của Le Corbusier và chủ nghĩa hợp lý châu Âu được củng cố trong một nhóm các kiến trúc sư trẻ tuổi từ Đại học Tucumán, trong đó Amancio Williams nổi bật. Việc xây dựng các tòa nhà chọc trời tăng nhanh ở Buenos Aires cho đến những năm 1950. Các tòa nhà công nghệ cao hiện đại của các kiến trúc sư Argentina trong những năm cuối của thế kỷ 20 và đầu thế kỷ 21 bao gồm Tháp Le Parc của Mario Álvarez, Torre Fortabat của Sánchez Elía và tháp Repsol-YPF của César Pelli.

## Du lịch

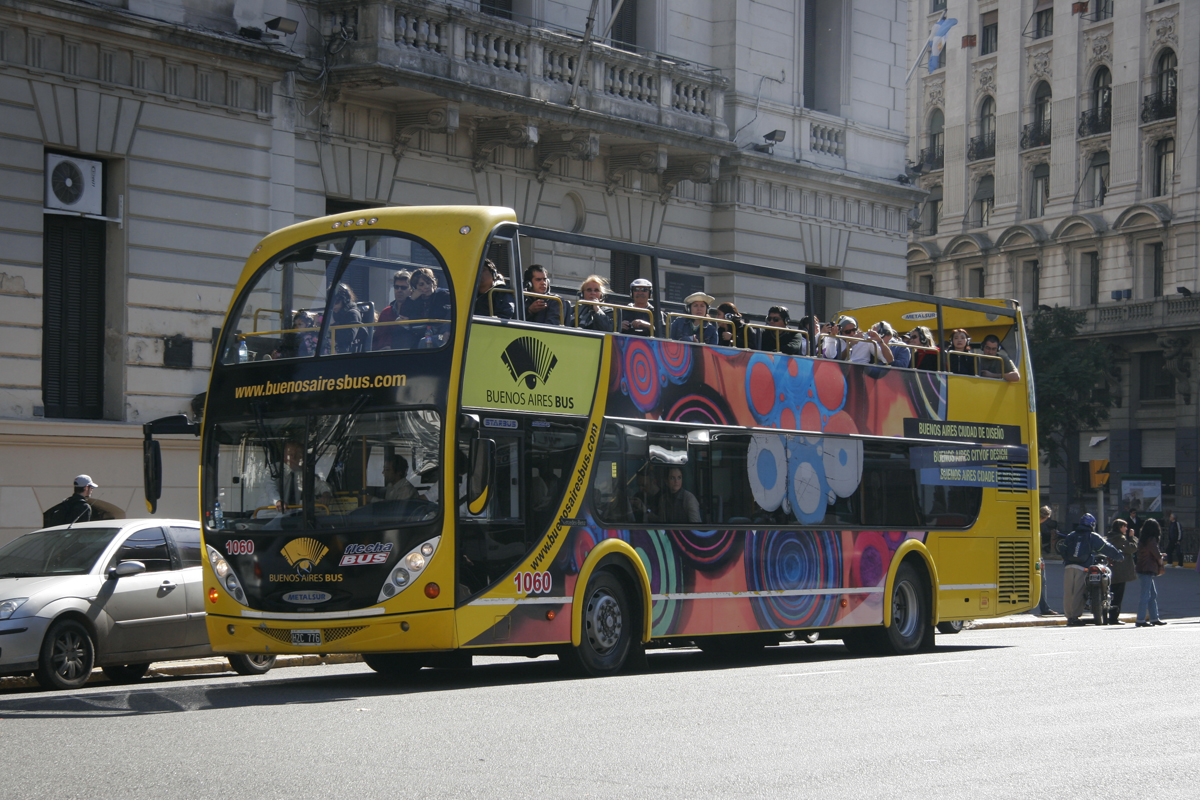
Xe buýt du lịch ở Buenos Aires. Một ước tính cho biết dịch vụ xe buýt này đã phục vụ từ 700-800 hành khách trong một ngày và nửa triệu hành khách trong vòng 1 năm.

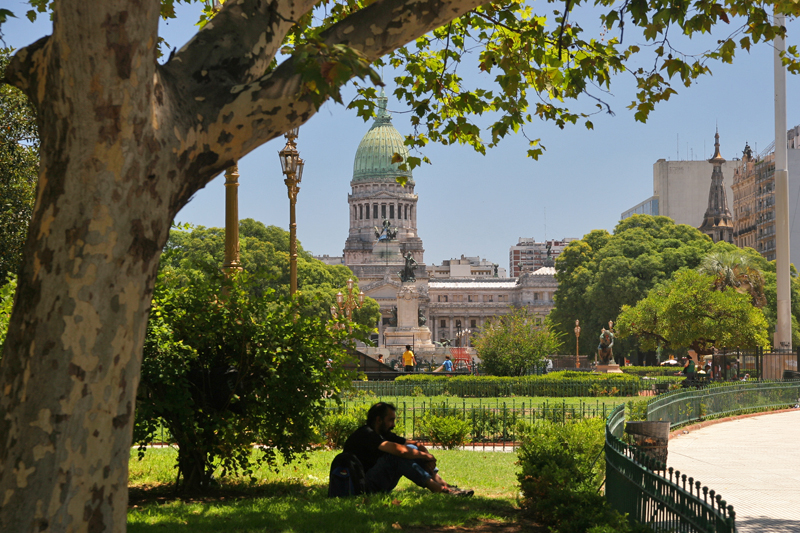
Congressional Plaza

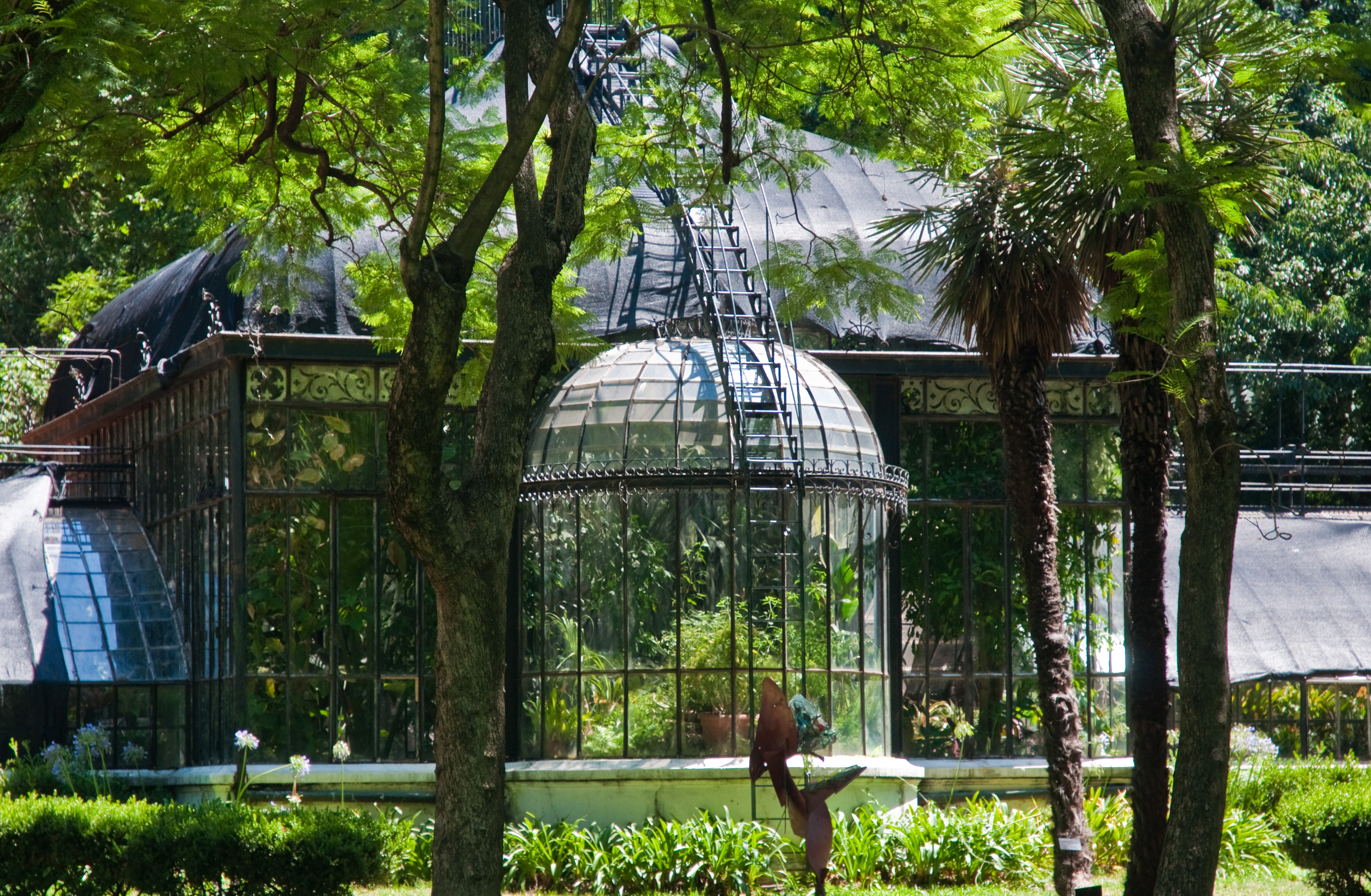
Vườn bách thảo Buenos Aires.

Theo Hội đồng Du lịch & Du lịch Thế giới, du lịch đã phát triển ở thủ đô Argentina từ năm 2002. Trong một cuộc khảo sát do tạp chí Travel + Leisure xuất bản năm 2008, du khách đã bình chọn thành phố Buenos Aires là thành phố đáng ao ước thứ hai sau Firenze, Ý. Trong năm 2008, ước tính có 2,5 triệu du khách đến thăm thành phố.
Du khách có nhiều lựa chọn như đi đến một buổi biểu diễn tango ở một nhà hát ở tỉnh Buenos Aires, hoặc thưởng thức asado truyền thống. Các mạch du lịch mới gần đây đã phát triển, dành cho những người Argentina nổi tiếng như Carlos Gardel, Eva Perón hoặc Jorge Luis Borges. Trước năm 2011, do tỷ giá thuận lợi, các trung tâm mua sắm như Alto Palermo, Paseo Alcorta, Patio Bullrich, Abasto de Buenos Aires và Galerías Pacífico thường xuyên được khách du lịch ghé thăm. Tỷ giá hối đoái hôm nay đã cản trở du lịch và mua sắm nói riêng. Các thương hiệu tiêu dùng đáng chú ý như Burberry và Louis Vuitton đã từ bỏ đất nước do tỷ giá hối đoái và hạn chế nhập khẩu. Thành phố này cũng đóng vai trò chủ nhà cho các liên hoan âm nhạc, một số lớn nhất trong số đó là Quilmes Rock, Creamfields BA, Ultra Music Festival (Buenos Aires) và Liên hoan nhạc Jazz Buenos Aires.

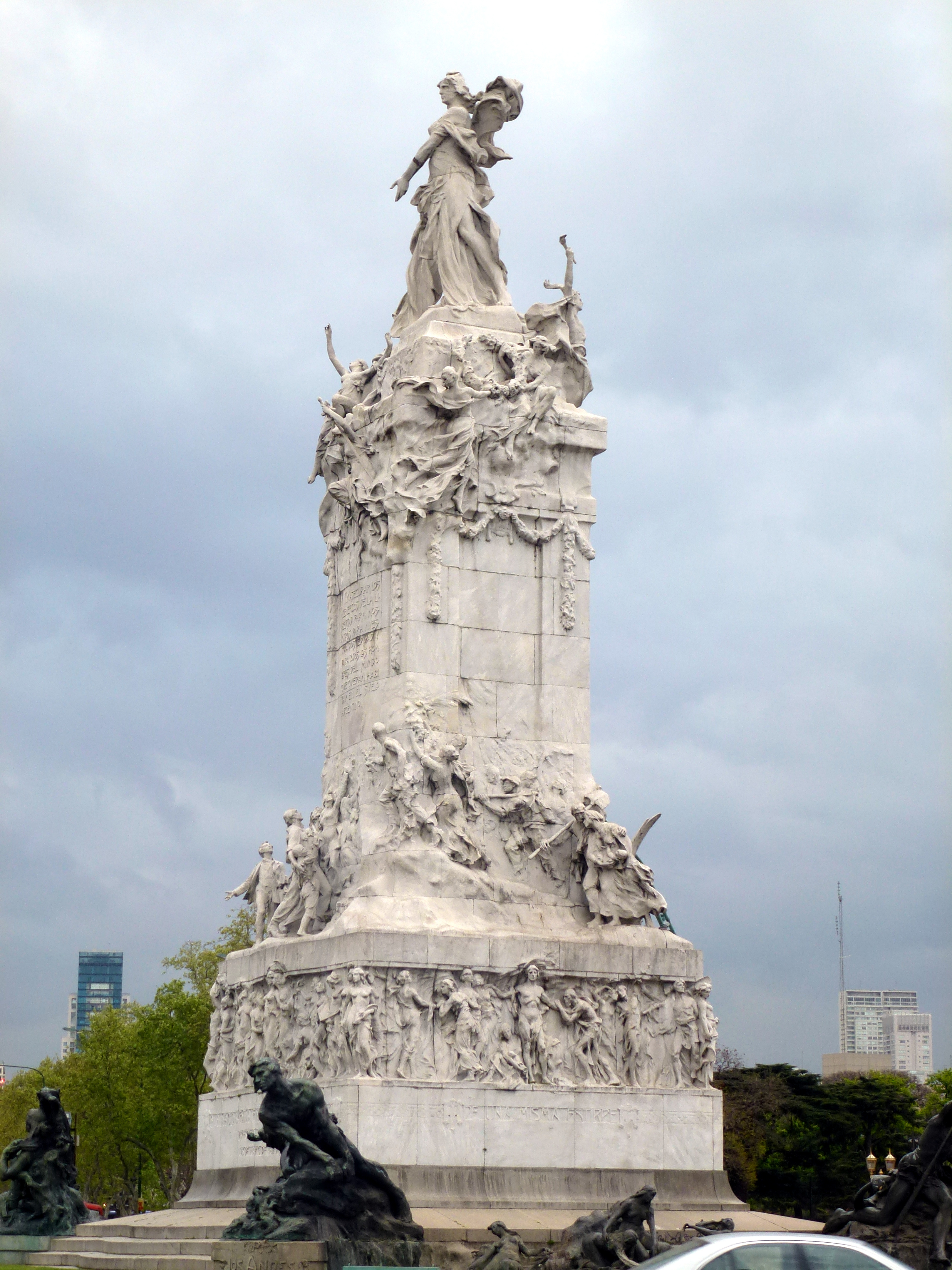
Đài tưởng niệm Carta Magna và 4 vùng của Argentina

Các trang web du lịch phổ biến nhất được tìm thấy trong lõi lịch sử của thành phố, trong khu phố Montserrat và San Telmo. Buenos Aires được hình thành xung quanh Plaza de Mayo, trung tâm hành chính của thuộc địa. Về phía đông của quảng trường là Casa Rosada, trụ sở chính thức của chi nhánh điều hành của chính phủ Argentina. Về phía bắc, Metropolitana Catedral đã đứng ở cùng một vị trí từ thời thuộc địa, và tòa nhà Banco de la Nación Argentina, một lô đất ban đầu thuộc sở hữu của Juan de Garay. Các tổ chức thuộc địa quan trọng khác là Cabildo, về phía tây, được cải tạo trong quá trình xây dựng Avenida de Mayo và Julio A. Roca. Về phía nam là Congreso de la Nación (Quốc hội), hiện đang là nhà của Học viện Nacional de la Historia (Học viện Lịch sử Quốc gia). Cuối cùng, về phía tây bắc, là City Hall.

## Giao thông

### Đường không

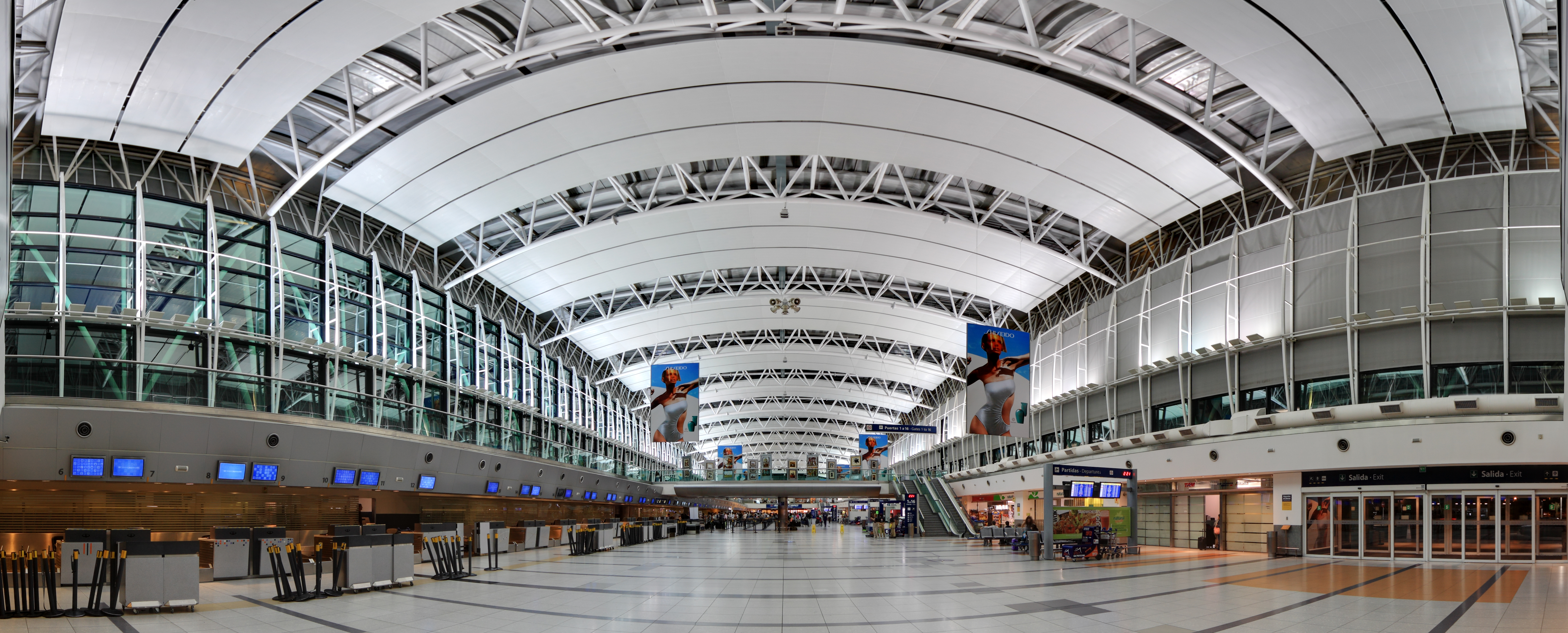
Nhà ga trong sân bay Quốc tế Ministro Pistarini.

Sân bay quốc tế Buenos Aires, được đặt theo tên chính thức của sân bay Quốc tế Ministro Pistarini, nằm ở ngoại ô Ezeiza và thường được gọi là "Sân bay Quốc tế Ezeiza". Sân bay Aeroparque Jorge Newbery, nằm ở quận Palermo cạnh bờ sông, chỉ phục vụ giao thông nội địa và các chuyến bay đến Brazil, Chile, Paraguay và Uruguay. Sân bay San Fernando nhỏ hơn chỉ phục vụ hàng không chung.

### Giao thông cá nhân

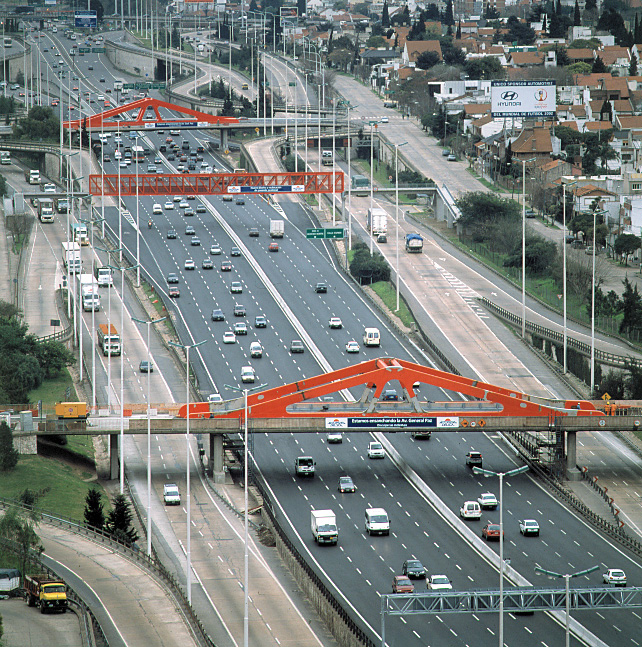
Đại lộ General Paz ngăn cách nội ô Buenos Aires với toàn vùng đô thị Buenos Aires

Buenos Aires được dựa trên một hình vuông lưới hình chữ nhật, tiết kiệm cho các rào cản tự nhiên hoặc sự phát triển tương đối hiếm được thiết kế rõ ràng nếu không (đáng chú ý là khu phố của Parque Chas). Lưới hình chữ nhật cung cấp cho các khối vuông có tên manzanas, với chiều dài khoảng 110 mét (361 feet). Các khu vực dành cho người đi bộ ở trung tâm thành phố, như Phố Florida là một phần không có xe hơi và luôn nhộn nhịp, lối vào được cung cấp bởi xe buýt và Tàu điện ngầm (đường ngầm) C. Buenos Aires, là một thành phố rất dễ đi bộ và phần lớn cư dân ở Buenos Aires sử dụng phương tiện giao thông công cộng.
Hai con đường chéo trong trung tâm thành phố làm giảm lưu lượng truy cập và cung cấp truy cập tốt hơn để Plaza de Mayo. Hầu hết các con đường chạy vào và ra khỏi trung tâm thành phố là một chiều và có sáu làn đường trở lên, với sóng xanh được kiểm soát bằng máy tính để tăng tốc độ giao thông ngoài thời gian cao điểm.
Các đại lộ chính của thành phố bao gồm Đại lộ 9 tháng 9 rộng 140 mét (459 ft), Đại lộ Rivadavia dài hơn 35 km, và Đại lộ Corrientes, đây là trung tâm chính của văn hóa và giải trí.
Vào những năm 1940 và 1950, đường vành đai General Paz Avenue bao quanh thành phố dọc theo biên giới với tỉnh Buenos Aires, và các xa lộ dẫn đến sân bay quốc tế mới và các vùng ngoại ô phía bắc, báo trước một kỷ nguyên mới cho giao thông Buenos Aires. Được khuyến khích bởi các chính sách chuyên nghiệp được theo đuổi vào cuối các chính quyền Perón (1955) và Frondizi (1958–62) nói riêng, doanh số bán ô tô trên toàn quốc tăng từ mức trung bình 30.000 trong giai đoạn 1920–57 lên khoảng 250.000 vào thập niên 1970 và hơn 600.000 năm 2008. Ngày nay, hơn 1,8 triệu xe (gần một phần năm tổng số Argentina) được đăng ký tại Buenos Aires.
Các đường cao tốc được mở vào cuối những năm 1970 bởi thị trưởng Osvaldo Cacciatore đã nhanh chóng tiếp cận trung tâm thành phố và ngày nay được sử dụng bởi hơn một triệu xe mỗi ngày. Cacciatore tương tự như vậy đã có đường phố huyện tài chính (khoảng một km vuông trong khu vực) đóng cửa để xe ô tô tư nhân vào ban ngày. Tuy nhiên, hầu hết các con đường chính đều bị tắc nghẽn vào giờ cao điểm. Sau sự bùng nổ kinh tế nhỏ của những năm 1990, con số kỷ lục bắt đầu đi lại bằng xe hơi và tắc nghẽn tăng lên, khi đa số người dân muốn tận dụng thời gian nghỉ cuối tuần ở nông thôn theo phong tục Argentina.

### Đường sắt

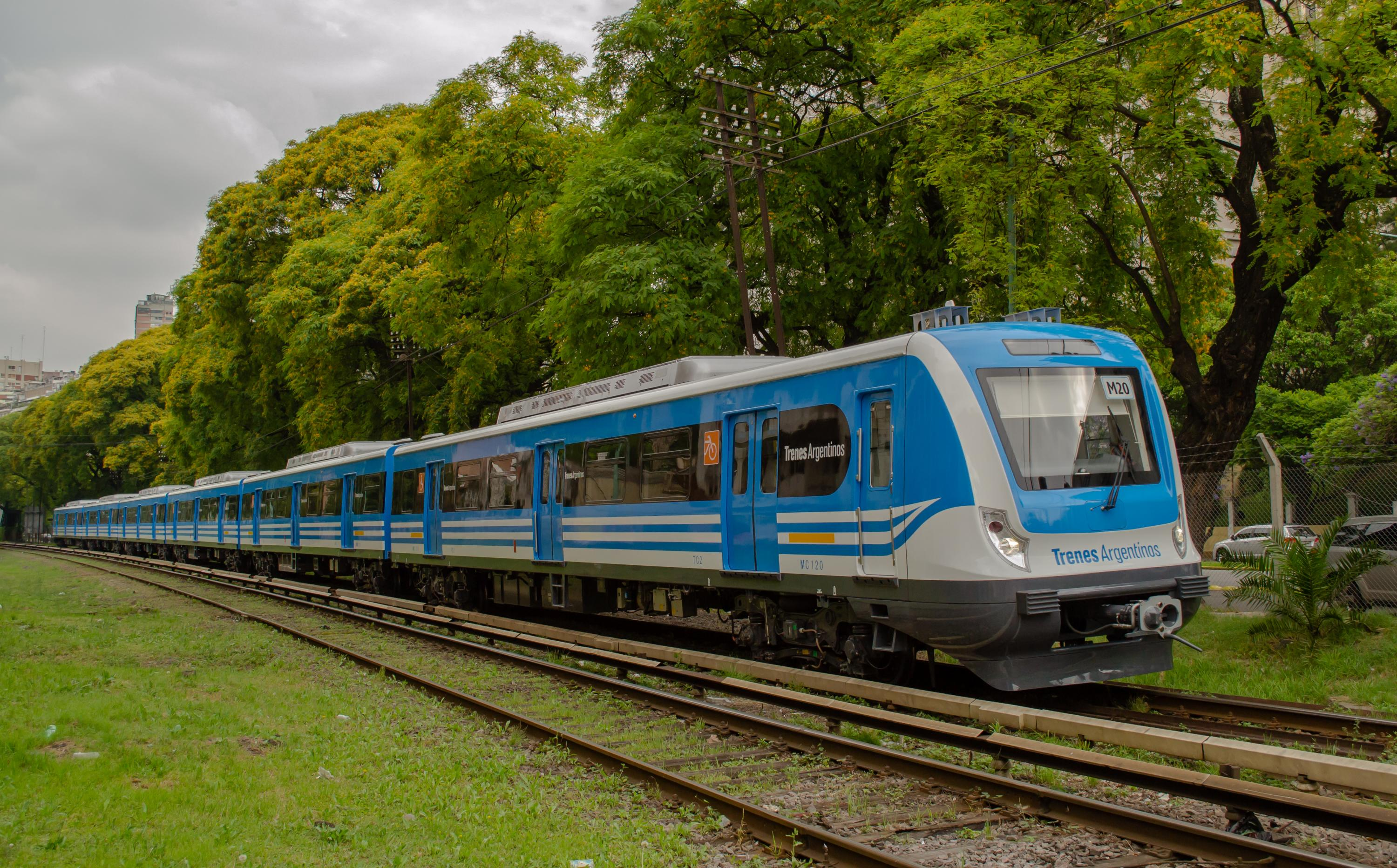
Tàu Mitre Line của Trenes Argentinos Palermo, Buenos Aires

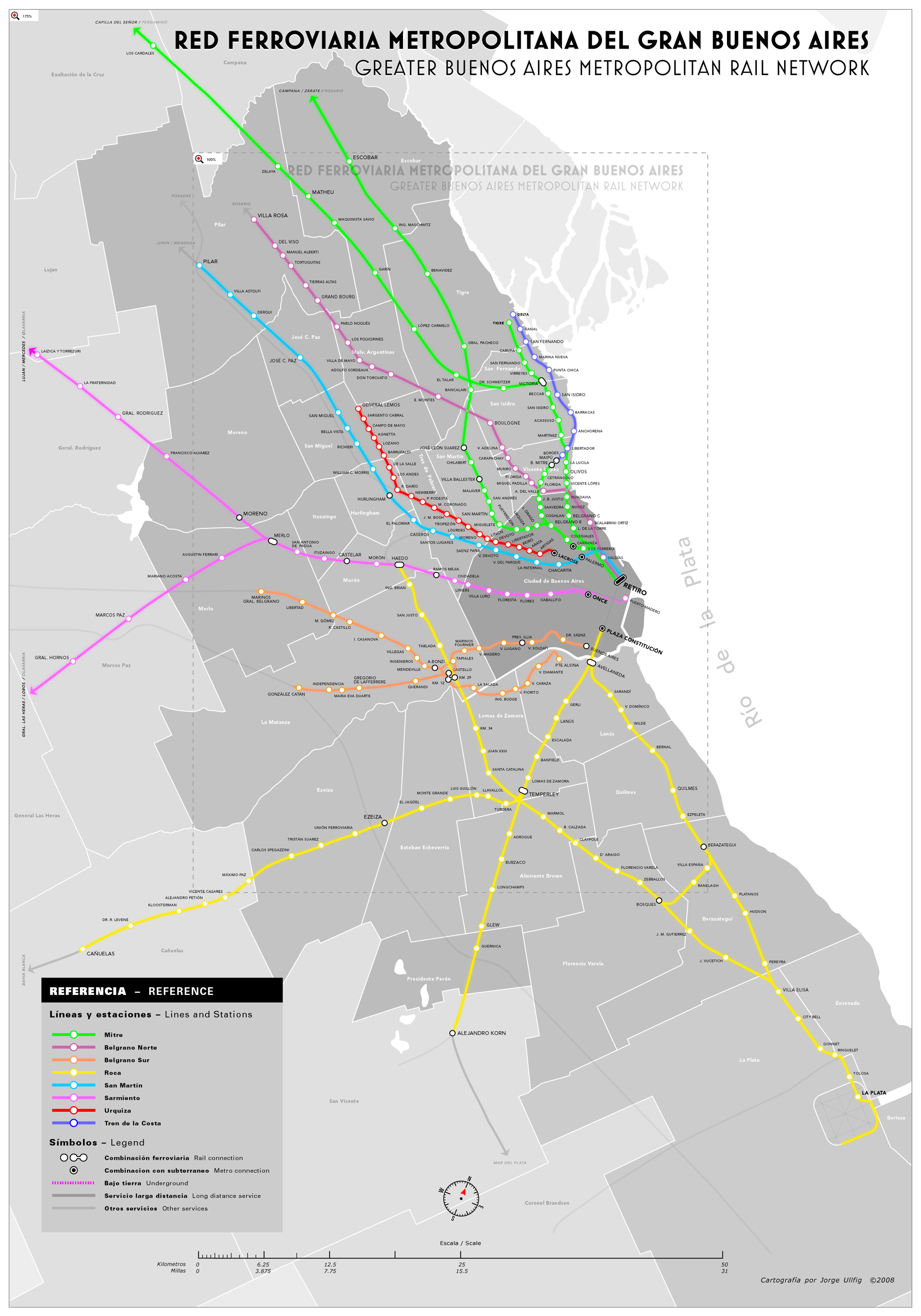
Bản đồ tuyến đường sắt Buenos Aires

Hệ thống đường sắt đi lại của Buenos Aires có bảy dòng:
- Belgrano Norte Line
- Belgrano Sur Line
- Dòng Roca
- Đường San Martín
- Sarmiento Line
- Dòng Mitre
- Dòng Urquiza

Hệ thống mạng lưới đi lại của Buenos Aires rất rộng lớn: mỗi ngày có hơn 1,3 triệu người đi lại đến thủ đô của Argentina. Những chuyến tàu ngoại ô này hoạt động từ 4 giờ sáng đến 1 giờ sáng. Mạng lưới đường sắt đi lại Buenos Aires cũng kết nối thành phố với các tuyến đường sắt dài tới Rosario và Córdoba, Argentina, giữa các khu vực đô thị khác. Có bốn nhà ga chính cho cả dịch vụ hành khách đường dài và địa phương ở trung tâm thành phố: Constitucion, Retiro, Federico Lacroze và Once, trong khi ga Buenos Aires là một ga cuối nhỏ.
Đường sắt đi lại trong thành phố chủ yếu được điều hành bởi nhà nước Trenes Argentinos, mặc dù tuyến Urquiza và Belgrano Norte Line do các công ty tư nhân Metrovías và Ferrovías điều hành. Tất cả các dịch vụ đã được điều hành bởi Ferrocarriles Argentinos cho đến khi tư nhân hoá công ty vào năm 1993, và sau đó được điều hành bởi một loạt các công ty tư nhân cho đến khi các tuyến được đưa trở lại dưới sự kiểm soát của nhà nước sau một loạt các vụ tai nạn lớn.
Từ năm 2013, đã có một loạt các khoản đầu tư lớn trên mạng, với tất cả các dòng (ngoại trừ Urquiza Line) nhận được cổ phiếu mới, cùng với các cải tiến cơ sở hạ tầng rộng rãi, thay thế đường ray, công việc điện khí hóa, tân trang các trạm và xây dựng hoàn toàn trạm mới. Tương tự như vậy, hầu như tất cả các giao lộ ngang cấp đã được thay thế bằng các đường chui và cầu vượt trong thành phố, với kế hoạch thay thế tất cả chúng trong tương lai gần. Một trong những dự án lớn nhất đang được tiến hành là điện khí hoá các đoạn còn lại của tuyến Roca - được sử dụng rộng rãi nhất trong mạng - và cũng di chuyển toàn bộ đoạn tuyến Sarmiento chạy qua trung tâm ngầm của thành phố để cho phép tần số tốt hơn trên đường và giảm tắc nghẽn trên mặt đất.
Ngoài ra còn có ba dự án lớn khác trên bàn. Tuyến đầu tiên sẽ nâng một đoạn lớn tuyến San Martín chạy qua trung tâm thành phố và điện hóa tuyến, trong khi tuyến thứ hai sẽ thấy điện và mở rộng đường Belgrano Sur Line đến Constitucion ở trung tâm thành phố. Nếu hai dự án này hoàn thành, thì Tuyến Belgrano Norte sẽ là tuyến diesel duy nhất chạy qua thành phố. Thứ ba và tham vọng nhất là xây dựng một loạt các đường hầm dưới lòng đất giữa ba nhà ga đường sắt của thành phố với một ga trung tâm ngầm lớn bên dưới Obelisk, kết nối tất cả các tuyến đường sắt đi lại trong một mạng được gọi là Red de Expresos Regionales

## Thể thao
Bóng đá là niềm đam mê đối với đa số người dân Argentina. Buenos Aires có sự tập trung cao nhất của các đội bóng đá của bất kỳ thành phố nào trên thế giới (có không ít hơn 24 đội bóng chuyên nghiệp), với nhiều đội bóng chơi ở giải đấu lớn. Sự cạnh tranh nổi tiếng nhất là sự cạnh tranh giữa Boca Juniors và River Plate, trận đấu này được biết đến nhiều hơn với cái tên Superclásico. Xem một trận đấu giữa hai đội này được coi là một trong "50 điều thể thao bạn phải làm trước khi bạn chết" bởi The Observer. Các câu lạc bộ lớn khác bao gồm San Lorenzo de Almagro, Câu lạc bộ Atlético Huracán, Vélez Sársfield, Chacarita Juniors, Câu lạc bộ Ferro Carril Oeste, Nueva Chicago và Asociación Atlética Argentinos Juniors.
Diego Maradona, sinh ra ở hạt Lanús Partido, phía nam Buenos Aires, được ca ngợi rộng rãi là một trong những cầu thủ bóng đá vĩ đại nhất mọi thời đại. Maradona bắt đầu sự nghiệp của mình với Argentinos Juniors, sau đó chơi cho Boca Juniors, đội tuyển bóng đá quốc gia Argentina và những người khác (đáng chú ý nhất là FC Barcelona ở Tây Ban Nha và S.S.C. Napoli của Ý).
Buenos Aires đã là một thành phố ứng cử viên cho Thế vận hội mùa hè ba lần: cho các kỳ Olympic năm 1956, đã bị mất bởi một phiếu bầu duy nhất trước Melbourne; cho Thế vận hội mùa hè 1968, được tổ chức tại thành phố Mexico; và vào năm 2004, khi Olympic được trao cho Athens. Tuy nhiên, Buenos Aires đã tổ chức Pan American Games đầu tiên (1951) và cũng là thành phố chủ nhà cho một số giải vô địch thế giới: Giải vô địch bóng rổ thế giới năm 1950 và 1990, Giải vô địch bóng chuyền thế giới năm 1982 và 2002 và đáng nhớ nhất là World Cup 1978, khi đội tuyển Argentina đánh bại Hà Lan tại Estadio Monumental 3–1 vào ngày 25 tháng 6 năm 1978. Vào tháng 9 năm 2013, thành phố đã tổ chức Phiên IOC thứ 125, Tokyo được bầu làm thành phố chủ nhà của Thế vận hội Mùa hè 2020 và Thomas Bach là Chủ tịch IOC mới. Buenos Aires dự định tổ chức Thế vận hội trẻ Mùa hè 2018. Vào ngày 4 tháng 7 năm 2013, IOC đã bầu Buenos Aires làm thành phố chủ nhà. Buenos Aires cũng tổ chức Thế vận hội Nam Mỹ năm 2006.

## Xếp hạng thế giới
Buenos Aires là một mắc xích quan trọng trong hệ kinh tế thế giới. Thành phố được xếp vào nhóm Thành phố thế giới Alpha, theo khảo sát của một nhóm thuộc Đại học Loughborough năm 2008.
Thành phố này xếp hạng thứ 22 trong các thành phố toàn cầu năm 2010 theo tạo chí Hoa Kỳ Foreign Policy, kết hợp với công ty tư vấn A.T. Kearney và Chicago Council on Global Affairs.

## Thành phố kết nghĩa
Buenos Aires kết nghĩa với các thành phố sau:
- Brasília, Brazil (since 2002)
- Porto Alegre, Brazil
- Rio de Janeiro, Brazil
- São Paulo, Brazil[14][15]
- Ottawa, Canada
- Santiago, Chile[15]
- Bắc Kinh, Trung Quốc (since 1993)[16]
- Zagreb, Croatia (since 1998)[17]
- Praha, Cộng hòa Séc
- Most, Cộng hòa Séc
- Cairo, Ai Cập[18]
- Toulouse, Pháp
- Berlin, Đức (từ 19 tháng 5 năm 1994)[19]
- Jerusalem, Israel (thỏa thuận hợp tác)
- Tel Aviv, Israel (từ 1976)
- Bergamo, Ý
- Cagliari, Ý
- Calabria, Ý (vùng)
- Genoa, Ý
- Lucca, Ý
- Milan, Ý
- Napoli, Ý
- Rome, Ý
- Osaka, Nhật Bản
- Beirut, Liban (since 2006)
- Rotterdam, Hà Lan
- Warsaw, Ba Lan[18]
- Lisbon, Bồ Đào Nha
- Moscow, Nga[18]
- Belgrade, Serbia
- Seoul, Hàn Quốc
- Almería, Tây Ban Nha
- Barcelona, Tây Ban Nha
- Bilbao, Tây Ban Nha
- Cádiz, Tây Ban Nha
- Guadix, Tây Ban Nha[18]
- Madrid, Tây Ban Nha[20]
- Oviedo, Tây Ban Nha (từ 1983)
- Salamanca, Tây Ban Nha
- Santiago de Compostela, Tây Ban Nha
- Sevilla, Spain[21]
- Vigo, Tây Ban Nha
- Geneva, Thụy Sĩ
- Kiev, Ukraina[18]
- London, Anh
- Miami, Florida, Hoa Kỳ
- New Jersey, Hoa Kỳ
- Ohio, Hoa Kỳ
- Montevideo, Uruguay

### Thành phố đối tác
- Pháp[22][23]